# Daphne Caruana Galizia
Daphne Anne Caruana Galizia (rojena Vella; 26. avgusta 1964 - 16. oktobra 2017) je bila malteška pisateljica, novinarka, blogerka in borka proti korupciji, ki je poročala o političnih dogodkih na Malti. Osredotočila se je predvsem na preiskovalno novinarstvo, poročala je o vladni korupciji, nepotizmu, pokroviteljstvu, sumih pranja denarja, povezanosti malteške industrije spletnih iger na srečo z organiziranim kriminalom, o malteški shemi državljanstvo-za-denar in o podkupninah azerbajdžanske vlade. Njen nacionalni in mednarodni ugled je temeljil na njenem rednem poročanju o prestopkih malteških politikov in politično izpostavljenih oseb.
Caruana Galizia je kljub zastraševanju in grožnjam, tožbam zaradi obrekovanja in drugim procesom desetletja dolgo objavljala članke. Dvakrat so jo malteški policisti aretirali. Svoje raziskave je objavljala na svojem osebnem blogu Running Commentary (Sprotni komentar), ki ga je začela pisati leta 2008. Imela je redno kolumno v The Sunday Times of Malta in kasneje pri The Malta Independent. Blog je vseboval poročila o njenih raziskavah in komentarje; nekatere so prizadeti razumeli kot osebne napade, kar je imelo za posledico vrsto pravnih bitk. V letih 2016 in 2017 je razkrila sporne občutljive informacije in sume v zvezi s številnimi malteškimi politiki in škandalom Panamski dokumenti.
16. oktobra 2017 so Caruano Galizio umorili blizu njenega doma, ko je v njenem vozilu eksplodirala avto-bomba. Domača in mednarodna javnost je atentat glasno obsodila. Decembra 2017 so bili v zvezi z atentatom aretirali trije osumljenci. Policija je 20. novembra 2019 v zvezi z umorom na njegovi jahti aretirala Yorgena Fenecha, lastnika dubajske družbe 17 Black.
Aprila 2018 je mednarodni konzorcij 45 novinarjev objavil projekt sodelovanja Daphne, z namenom dokončati njena raziskovanja. Nagrada GUE / NGL za novinarje, žvižgače in zagovornike pravice do informacij je bila ustanovljena leta 2018 v čast Galizii.

## Mladost in izobrazba
Daphne Anne Vella se je rodila 26. avgusta 1964 v Tower Road, Sliema. Bila je najstarejša od štirih sester, rojena poslovnežu Michaelu Alfredu Velli in njegovi ženi Rose Marie Vella (roj. Mamo). Izobraževala se je v samostanu sv. Doroteje (Mdina) in na šoli sv. Alojzija v Birkirkari. Študirala je na Malteški univerzi in leta 1997 diplomirala iz arheologije z vzporedno diplomo iz antropologije.
Caruana Galizia je v poznih najstniških letih prišla v stik s politiko, ko so jo 18-letno aretirali zaradi udeležbe na protestih proti vladi. Policist, ki jo je aretiral, Angelo Farrugia, je kasneje postal predsednik malteškega parlamenta.
Leta 1985 se je poročila z odvetnikom Petrom Caruano Galizia, vnukom Johna Caruane in pravnukom E. L. Galizia in A. A. Caruana. Imela sta tri sinove, Mateja, Andreja in Pavla. Matthew je bil član Mednarodnega konzorcija preiskovalnih novinarjev. Družina se je leta 1990 preselila v zaselek Bidnija v okraju Mosta.

## Kariera
Leta 1987 se je Caruana Galizia zaposlila pri The Sunday Times of Malta kot novinarka, postala redna kolumnistka od 1990 do 1992 in spet od 1993 do 1996. Leta 1992 je bila pridružena urednica časopisa The Malta Independent, do konca kariere kolumnistka tega časopisa in tednika The Malta Independent on Sunday. Poleg tega je svetovala na področju odnosov z javnostjo in mediji. Bila je tudi ustanovna urednica mesečnih revij Taste in Flair, ki sta ob nedeljah izhajali skupaj z The Malta Independent. Publikacije so se julija 2014 združile v eno revijo Taste & Flair, ki jo je urejala do svoje smrti. Taste & Flair zdaj objavlja Fundacija Daphne Caruana Galizia.
Marca 2008 je začela pisati blog z naslovom Running Commentary (Sprotni komentar), v katerem je poročala o svojih odkritjih in komentirala aktualne zadeve in javne osebnosti. Blog je bil eno najbolj priljubljenih spletnih strani na Malti redno privabljal več kot 400.000 ogledov - več kot skupna naklada državnih časopisov.
Caruano Galizio so zaradi njenega dela in mnenj skušali ustrahovati. Leta 1996 so zažgali vhodna vrata v njeno hišo. Pss so s prerezanim grlom položili na prag. Kasneje je verjetno po pomoti sosedu pogorel avto. Do nadaljnjega incidenta je prišlo leta 2006, ko so ji zažgali dom, medtem ko je družina spala v njem. Potem ko je Caruana Galizia začela z blogom, so ji zastrupili terierko Zulu, obstreljenega ovčarja Rufusa pa so morali uspavati. Po besedah Mateja Caruana Galizia je do groženj prihajalo skoraj vsak dan, v obliki telefonskih klicev, pisem, na vhodna vrata pripetih notic, sporočil, e-pošte in komentarjev na njenem blogu. 
Potem ko je objavila video posnetke, ki so posmehovali Josepha Muscata, so Caruano Galizio 8. marca 2013 aretirali zaradi kršenja političnega molka dan pred splošnimi volitvami leta 2013. Policija jo je zaslišala, potem pa po nekaj urah izpustila. Novembra 2010, ob njenem komentiranju vzdrževanja Villa Guardamangia (domovanje princese Elizabete in princa Filipa Velike Britanije prve tedne po njuni poroki), je The Daily Telegraph Caruano Galizio označil kot vodilno komentatorko na Malti. Druge pomembne novice in polemike so se vrtele okoli razkritij v Panamskih dokumentih in trditve, da je Chris Cardona med uradnim vladnim obiskom v Nemčiji januarja 2017 obiskal bordel.
Leta 2016 je Caruana Galizia spraševala, kako je britanski milijonar Paul Golding prišel do Palazzo Nasciaro v Naxxar in od srede 2017 je postala ostro kritična do novega nacionalističnega vodje opozicije Adriana Delia glede obtožb, da je pral denar za podjetje, ki se ukvarja s prostitucijo v Sohu.

### Panamski dokumenti
22. februarja 2016 je Sprotni komentar Caruane Galizie poročal, da je bil malteški vladni minister Konrad Mizzi povezan s Panamo in Novo Zelandijo. To je ministra prisililo, da je dva dni kasneje razkril obstoj na Novi Zelandiji registriranega sklada, ki naj bi ga ustanovil za upravljanje premoženja njegove družine. 25. februarja je Caruana Galizia razkrila, da je imel šef kabineta premierja Joseph Muscata Keith Schembri podoben sklad na Novi Zelandiji, ki je bil lastnik podjetja iz Paname.
Panama Papers do aprila 2016 potrdili, da je Mizzi lastnik panamskega podjetja Hearnville Inc. in da sta poleg tega Mizzi in Schembri ustanovitelja podjetja Tillgate Inc. Podjetji sta bili v solastništvu Orion Trust New Zealand Limited, pod skrbstvom skrbnikov Rotorua in Haast, istih oseb kot pri novozelandskem skladu z lastnikoma Mizzijem in Schembrijem. Kot prvo osebo, ki je razkrila vpletenost Mizzija in Schembrija v Panamo, jo je Politico tedaj imenoval za eno izmed »28 ljudi, ki oblikujejo, pretresajo in premešavajo Evropo«. in jo opisal kot »WikiLeaks v eni osebi, ki se bori proti nepreglednosti in korupciji na Malti«.
Leta 2017 je trdila, da je Egrant, drugo panamsko podjetje, v lasti Michelle Muscat, žene premierja Josepha Muscata. Muscat je izjavil, da so obtožbe razlog, zakaj je junija 2017 skoraj leto dni predčasno razpisal splošne volitve, na katerih se je njegova laburistična stranka vrnila na oblast. Caruana Galizia je poudarila, da so predčasne volitve že vnaprej načrtovali.
Naslov njene zadnje objave v spletnem dnevniku, preden je bila umorjena, se je glasil: »Tisti prevarant Schembri je bil danes na sodišču in izjavljal, da ni prevarant«;  končala je blog z vrstico »kamorkoli pogledaš, naleši na goljufe«. Situacija je za obupati.
20. novembra 2019 je policija na njegovi jahti prijela Yorgena Fenecha, lastnika dubajskega podjetja 17 Black. Ta družba je bila omenjena med preiskavo Panamskih dokumentov v zvezi s Keithom Schembrijem in Konradom Mizzijem, ki sta skupaj s članom kabineta Chrisom Cardono 26. novembra odstopila z vladnih funkcij. Schembrija so najprej aretirali nato pa ga dva dni kasneje izpustili, kar pripeljalo veliko ljudi na ulice prestolnice Vallette. Od 20. novembra dalje so množice začele pozivati premierja Josepha Muscata, da odstopi, potem ko je izjavil, da bo v primeru umora  "posrednika" pomilostil.

## Obrekovanja in kazni zaradi obrekovanja
Leta 2010 je Caruana Galizia na svojem blogu kritizirala sodnico Consuelo Scerri Herrero, ki je kot odgovor na blog s svojim partnerjem, laburističnim vladnim svetovalcem Robertom Musumecijem, vložila na policiji kazensko ovadbo in jih prisilila, da Caruano Galizio sodno preganjajo. Tožba je bila novembra 2011 umaknjena.
Maja 2017 je lastnik in predsednik banke Pilatus, Ali Sadr Hašeminedžad, v svojem imenu in v imenu banke Pilatus na sodišču v Arizoni vložil tožbo proti Daphne Caruana Galizia. V obtožnici je bilo govora o odškodnini v višini 40 milijonov dolarjev. Caruane Galizie o tem niso nikoli obvestili, tožbo pa nekaj ur po njeni smrti umaknili.
Banka Pilatus je leta 2017 vsem malteškim nevladnim organizacijam na Malti pisala z grožnjo, da jih bo tožila, vendar je grožnjo Daphni Caruana Galizia uresničila šele, ko so drugi mediji pristali na spremembe na svojih spletnih straneh. Poročajo, da so grozilna pisma poslali le 12 ur pred umorom Daphne Caruana Galizia.
Februarja 2017 vzpostavljen pravni sklad je zbral na spletu sredstva za jamstvo v primeru, da sodišče ugodi štirih ločenim zahtevam za povračilo škode zaradi obrekovanja – po zakonu do višine 50.000 €. Te zahteve sta sprožila namestnik vodje laburistične stranke in minister za gospodarstvo Chris Cardona in njegov uradnik za politiko predsedstva EU Joseph Gerada. 
V času smrti je Daphne Caruana Galizia stala pred 48 tožbami za obrekovanje.

## Smrt
Ko se je 16. oktobra 2017 Caruana Galizia odpeljala od doma v Bidniji, je v njenem Peugeot 108 eksplodirala bomba in jo takoj ubila. Eksplozija na Bidnijski cesti je vozilo raznesla po bližnjih poljih.
Caruana Galizia je bila takrat na vozniškem sedežu, čeprav je njen sin Matthew našel dele njenega telesa 80 metrov daleč od mesta eksplozije. Na Facebooku je zapisal: "Pogledal sem na tla in okrog mene so ležali deli telesa moje matere." To je od začetka leta 2016 bil šesti napad z bombo v avtu na Malti, in četrti s smrtnim izidom. Dom Caruane Galizie od leta 2010 ni bil pod policijskim nadzorstvom, razen med volitvami. Po policijskih virih so po vrnitvi Laburistične stranke na oblast leta 2013 še dodatno oslabili.
Pristojnost za sprožitev javne preiskave glede vprašanja, ali bi bilo atentat na Daphne Caruana Galizia mogoče preprečiti, je imel takratni malteški premier Joseph Muscat. Muscat pa ni takoj pričel z javno preiskavo, tako da so jo dediči Caruane Galiziem, na podlagi pravnega mnenja pisarn Doughty Street Chambers in Bhatt Murphy, s pismom 9. avgusta 2018 uradno predali malteškemu premierju Muscatu.

### Odzivi
Njena družina je malteškim oblastem očitala, da proti rastoči "kulturi nekaznovanosti" na Malti niso storile ničesar, in da so Joseph Muscat, Keith Schembri, Chris Cardona, Konrad Mizzi, državni tožilec Peter Grech in dolg seznam policijskih komisarjev, ki niso ukrepali, bili politično odgovorni za njeno smrt. Njena družina je kljub pritiskom premierja in predsednika zavrnila prošnjo, da javno odobri nagrado vlade v višini enega milijona evrov za informacije, in vztrajala, da mora premier odstopiti.
Ena od sester Caruane Galizie je izjavila, da "predsednik in premier 'omalovažujeta' atentat in si prizadevata, da bi jo spremenila v mučenico za svoje namene", pri čemer je nakazala, da so pozivi k narodni enotnosti pesek v oči in da "so pozivi k enotnosti zloraba njene zapuščine. S kriminalci in pokvarjenci ne more nikoli priti do enotnosti."
Atentat z bombo v avtu je premier Joseph Muscat obsodil in izjavil, da kljub njenim kritikam proti njemu "ne bo počival, dokler ne bo pravici zadoščeno ". Predsednica Marie Louise Coleiro Preca, nadškof Charles Scicluna in številni politiki so prav tako izrazili sožalje ali obsodili napad na bombo. Vodja opozicije Adrian Delia je njeno smrt označil za "propad demokracije in svobode izražanja" in izjavil, da "so nas institucije [države] pustile na cedilu".
Bloger Manuel Delia, nekdanji funkcionar Nacionalistične stranke, jo je označil za "edini preostali etični glas. Ona je bila edina, ki je govorila o dobrem in napačnem."
Predsednik Evropske komisije Jean-Claude Juncker in Evropska komisija sta napad najostreje obsodila.
Predsednik Evropskega parlamenta Antonio Tajani je incident označil za "tragičen primer novinarke, ki je žrtvovala svoje življenje, da bi iskala resnico." Gerard Ryle, direktor Mednarodnega konzorcija raziskovalnih novinarjev, je izjavil, da je organizacija "šokirana" zaradi atentata nanjo in "je globoko zaskrbljen glede svobode tiska na Malti."
Plenarno zasedanje Evropskega parlamenta je potekalo 24. oktobra, poslanci so se preminule spomnili z minutko molka. Več članov družine Caruane Galizie se je udeležilo zasedanja v Strasbourgu. V njeno čast so preimenovali tiskovno sobo v stavbi Evropskega parlamenta. Na Malti je potekala tudi razprava o svobodi tiska in zaščiti novinarjev. Po tem obisku in naslednji razpravi bo Evropski parlament poslal delegacijo, ki bo preiskovala pravno državo, primere pranja denarja na visoki ravni in korupcije na Malti.
Papež Frančišek je poslal sožalje, v katerem je sporočil, da moli za novinarjevo družino in za Maltežane.
O atentatu so poročali tako v lokalnih kot mednarodnih medijih. Ime Caruane Galizie se je na Twitterju začelo pojavljati po vsem svetu, številni Maltežani pa so izrazili svojo žalost, tako da so počrnili svoje profile na Facebooku. Hashtag #JeSuisDaphne, zrcalo Je suis Charlie, se je razširil lokalno.
Malta Independent je zapisala, da "je bil obisk njenega bloga za mnoge ljudi prva stvar, s katero so začeli dan, in tudi zadnja stvar. Zdaj je samo še praznina. Tišina, ki zelo glasno govori." Dnevno in tedensko različico njene kolumne so v dneh po njeni smrti objavili kot prazni strani.
Na tisoče ljudi je v noči na 16. oktober v njenem rodnem mestu Sliema bedelo. Prav tako so bedeli na visoki komisiji Malte v Londonu.
Ustanovitelj WikiLeaksa Julian Assange je napovedal, da bo plačal 20.000 evrov nagrade "za informacije, ki bodo privedle do obsodbe morilcev Caruane Galizie." Začela se je akcija množičnega financiranja z namenom zbrati 1 € milijon za nagrado za informacije, ki bi vodile "do uspešnega pregona atentatorja in osebe ali oseb, ki so naročile atentat." Sledila je dodatna nagrada države v višini 1 milijona €.
Študenti, alumni, učitelji, starši in člani skupnosti San Anton so v podporo družini Caruana Galizia organizirali mirno bdenje od Mestnih vrat do Spomenika velikemu obleganju v Valletti. Njeni bratje in sestre Caruana Galizia so bili vsi učenci šole San Anton.
Mreža civilne družbe je 22. oktobra 2017 v Valletti organizirala protest z zahtevo po pravičnosti. Na tisoče protestnikov je zahtevalo pravico po napadu z avtomobilsko bombo in pozvalo policijskega komisarja in generalnega državnega tožilca, da takoj odstopita.
Številni protestniki, ki so se udeležili shoda, so tudi nadaljevali na policijskem sedežu v Floriani. Po sedečem protestu pred glavnimi vrati so na vrata sedeža postavili transparent s fotografijo šefa policije Lawrencea Cutajarja in besedilom "Brez sprememb, brez pravice - irrizenja (odstop)".
Konzorcij 45 novinarjev iz 18 novinarskih organizacij, med njimi The Guardian, The New York Times, Le Monde in Times of Malta, je 17. aprila 2018 objavil projekt Daphne z namenom dokončati preiskovalno delo Caruane Galizie.
Po njeni smrti so se pred sodnimi palačami množice zbrale, da bi žalovale, pokazale solidarnost z njeno družino in zahtevale pravico. Spomenik velikemu obleganju je postal osrednja točka za proteste in pozive k pravičnosti, saj so tam pogosto priredili počastitve, spomenike in bedenja. Izbira tega spomenika kot mesta protestov, čeprav strateško locirana pred sodiščem, je bila spontana, kot nadaljevanje rožam, ki so jih tja položili učenci šole San Anton.
Nagrada GUE / NGL za novinarje, žvižgače in zagovornike pravice do informacij je bila leta 2018 in znova leta 2019 imenovana v čast Caruane Galizie. Njen sponzor je Konfederalna skupina Evropske združene levice / nordijske zelene levice, katere člani so levi poslanci v Evropskem parlamentu. Nagrada je "namenjena posameznikom ali skupinam, ki so jih ustrahovali in / ali preganjali zaradi odkrivanja resnice in izpostavljanja javnosti". 
Evropski parlament je z minuto molka počastil Caruana Galizia. Medijsko sobo Evropskega parlamenta v Strasbourgu so v njen spomin novembra 2017 imenovali po njej. Njen portret, ki ga je naslikala Marie Louise Kold, zdaj visi pred tiskovno sobo.

### Preiskava okoliščin atentata
Forenzične skupine in policijski preiskovalci so kmalu po eksploziji prispeli na kraj zločina. Vodja preiskovalne preiskovalne enote naj bi bil sprva sodnik Consuelo Scerri Herrera, ki je pred tem dal Caruano Galizio policijsko preganjati zaradi kaznivih obrekovanj v letih 2010–11. Družina Caruane Galizie je uspešno pod vprašaj postavila vlogo Scerri Herrere v preiskavi, saj je v tem primeru šlo za navzkrižje interesov. Scerri Herrera se je 17 ur kasneje izločila iz preiskave in nadomestil jo je sodnik Anthony Vella, ki je bil, ko so ga imenovali za sodnika, odstranjen iz preiskave.
Joseph Muscat je izjavil, da so zaprosili Zvezni preiskovalni urad Združenih držav zaprošen za pomoč policiji pri preiskavi. Na pomoč je prispela tudi policijska forenzična skupina iz Nizozemske. Preiskovalcem so se pridružili tudi trije Europolovi uradniki. Ne-malteške ekipe so zagotovile tehnično podporo. 4. decembra 2017 je Joseph Muscat sporočil, da je bilo v preiskavi aretiranih deset oseb, od katerih so bili trije pozneje obtoženi napada z avtomobilom. Osumljenci so bili identificirani kot George Degiorgio, njegov brat Alfred Degiorgio in njun prijatelj Vince Muscat (brez zveze z Josephom Muscatom, nekdanjim premierjem). Do junija 2019 niso nobenega od treh osumljencev obtožili in identificirali niso nobenega od posrednikov in naročnikov. 
Ugledni malteški poslovnež Yorgen Fenech je bil aretiran 20. novembra 2019 zaradi bombnega napada na Caruano Galizio. Načelnik kabineta Keith Schembri je 26. novembra 2019 odstopil s položaja v vladi, policija pa ga je nato aretirala in zaslišala. Kasneje sporočili, da Fenech ne bo dobil imunitete, če razkrije, kar ve o primeru.
Številni množični protesti so pozvali k odstopu premierja Josepha Muscata, deloma zaradi domnev, da je povezan z umorom Caruane Galizie.
Muscat je 1. decembra 2019 izjavil,, da bo odstopil zaradi politične krize, in da bo ostal na položaju, dokler januarja ne bo izvoljen novi vodja Laburistične stranke, in da potem formalno odstopi kot predsednik vlade nekaj dni po 12. januarju 2020.
23. februarja 2021 je bil Vince Muscat, znan kot il-Koħħu, obsojen na 15 let zapora, potem ko je priznal krivdo za umor Daphne Caruana Galizia. Muscat je v svojem pričevanju trdil, da je Alfred Degiorgio, obtožen, da je sprožil avtomobilsko bombo, pred atentatom od nekdanjega ministra Chrisa Cardone prejemal informacije o tem, kje se nahaja Caruana Galizia, in kasneje nasvete pred aretacijami decembra 2017. Cardona je te očitke zavrnil kot "čisto zlobno izmišljotino".

## Pogreb
Posmrtni ostanki Caruane Galizie so bili predani za pokop 27. oktobra 2017, in javni pogreb je bil 3. novembra 2017 v Rotundi v Mosti. Pogreba se je udeležilo na tisoče žalujočih.  Dan so na Malti praznovali kot državni dan žalovanja. Pogrebno mašo je vodil malteški nadškof Charles Scicluna, ki je v homiliji novinarjem rekel, da se "nikoli ne utrudite v svojem poslanstvu biti oči, ušesa in usta za ljudi."
Predsednica Marie-Louise Coleiro Preca in premier Joseph Muscat se pogreba nista udeležila, češ da je družina Caruane Galizie jasno dala vedeti, da nista dobrodošla. Vodja opozicije Adrian Delia je bilo "opaziti zaradi njegove odsotnosti".
Med ljudmi na pogrebu je bilo več visokih uradnikov: Silvio Camilleri, vrhovni sodnik Malte; Antonio Tajani, predsednik Evropskega parlamenta; Harlem Désir, predstavnik OVSE za svobodo medijev; Eddie Fenech Adami, nekdanji predsednik Malte in nekdanji vodja nacionalistične stranke; Lawrence Gonzi, nekdanji premier Malte in nekdanji vodja Nacionalistične stranke; in Simon Busuttil, nekdanji vodja nacionalistične stranke.
Caruana Galizia je bila pokopana v družinskem grobu na pokopališču Santa Maria Addolorata v Paoli, največjem grobišču na Malti.

## Posmrtne nagrade in časti
- Salle Daphne Caruana Galizia - posvetilo za tiskovno sobo, november 2017, stavba Evropskega parlamenta, Strasbourg, Francija.[104]
- Premio Leali delle Notizie - nagrada, posvečena Daphne Caruana Galizia, 9. novembra 2017, Ronchi dei Legionari, Italija.[105]
- Holmejeva nagrada - podeljena 1. decembra 2017.[106]
- Reporter Preis - nagrajen 1. decembra 2017, Reporter Forum, Berlin, Nemčija.[107]
- Pegaso d'Argento - podelitev 1. decembra 2017, Toskanski deželni svet, Italija.[108]
- Premio Giornalisti - nagrajen 14. decembra 2017, Združenje toskanskih novinarjev, Italija.[109]
- Oseba leta - 2. december 2017, La Repubblica, Italija.[110]
- Nič drugega kot resnica - podeljena 5. januarja 2018, Fundacija Giuseppe Fava, Catania, Italija.[111]
- Nagrada Tully za svobodo govora - podeljena 3. aprila 2018, Tully Center za svobodo govora, šola Newhouse, Univerza Syracuse, ZDA.[112]
- Nagrada Civitas - podeljena 12. aprila 2018, Associazione Nazionale Donne Elettrici (ANDE), Nocera, Italija.[113]
- Nagrada Astor - podeljena 16. aprila 2018, Commonwealth Press Union Media Trust, London, Velika Britanija.[114]
- Nagrada Ane Politkovskaje - podeljena 23. aprila 2018, Švedski nacionalni tiskovni klub, Stockholm, Švedska.[115]
- Libera Ragusa Presidio, posvečena spominu Daphne Caruana Galizia 30. aprila 2018.[116]
- Premio Mario Francese - podeljen 2. maja 2018, sicilijanski red novinarjev, Palermo, Italija.[117]
- Častni naziv Dan razlike - podeljen 5. maja 2018, Bruselj University Alliance, Bruselj, Belgija.[118]
- Nagrada Conscience-in-Media - podeljena 18. maja 2018, Ameriško društvo novinarjev in avtorjev, New York City.[119]
- Nagrada za prispevek k družbi - podeljena 23. maja 2018, European Leadership Awards, Bruselj, Belgija.[120]
- Nagrada za novinarje, žvižgače in zagovornike pravice do informacij - nagrada 2018, posvečena Daphne Caruana Galizia, GUE / NGL, Strasbourg, Francija.[121]
- PEC 2018 - podeljena 4. junija 2018, kampanja za tisk emblema, Ženeva, Švica.[122]
- Newseum Memorial - prenovljeno 4. junija 2018, Newseum, Washington DC, ZDA.[123]
- Premio Luca Colletti - podeljen 15. junija 2018, Rim, Italija.[124]
- Letna nagrada MCCV - podeljena 21. julija 2018, Svet skupnosti Maltse v Viktoriji, Avstralija.[125]
- Komemoracija - 4. oktober 2018, Themis & Metis, Camera dei Deputati, Rim, Italija.[126]
- Spomin na spomin na vojne novinarje - 11. oktober 2018, Novinarji brez meja, Bayeux, Francija.[127]
- Nagrada za boj proti korupciji - 21. oktober 2018, Transparency International.[128]
- Premio Europeo Giornalismo Giudiziario e Investigativo - podeljena 28. oktobra 2018, Taormina, Italija.[129]
- Nagrada Martin Adler - podeljena 1. novembra 2018, Rory Peck Trust, London, Velika Britanija.[130]
- Zlata Victoria za svobodo tiska - 5. november 2018, nemški Free Press & VDZ, Berlin, Nemčija.[131]
- Nagrada Guardian - 6. maj 2020, Združenje pooblaščenih izpraševalcev za goljufije, Austin, Teksas, ZDA.[132]
- Allardova nagrada za mednarodno integriteto - 21. oktober 2020, fundacija Allied Prize.[133]
- Spominski spomenik, Vrtovi Iveagh, Dublin - 9. december 2020, Front Line Defenders.[134]

## Izbrana literatura
- Debono, Joseph A., ur. (2017). Invicta: The Life and Work of Daphne Caruana Galizia. Pertinent Press. ISBN 978-1-912142-13-2. Arhivirano iz prvotnega spletišča dne 10. julija 2018. Pridobljeno 12. januarja 2018.
- Bonini, Carlo; Delia, Manuel; Sweeney, John (14. oktober 2019). Murder on the Malta Express: Who Killed Daphne Caruana Galizia?. Malta: Midsea Press.